# Hadrian III.
Hadrian III. († 17. (?) September 885 in San Cesario sul Panaro bei Modena, Oberitalien) war ein römischer Geistlicher. Von Mai 884 bis zu seinem Tod im Jahr 885 war er Papst.

## Leben
Hadrians Vater soll Benedikt geheißen haben. Sein bürgerlicher Name ist unbekannt, über das Leben vor dem Pontifikat liegen keine Berichte vor. Es existiert auch keine Vita, die von seinem Martyrium berichtet.
Hadrian III. wurde am 17. Mai 884 als Nachfolger von Papst Marinus I. inthronisiert. Für das kurze Pontifikat sind fast ausschließlich Gewalttaten überliefert. Während in Rom Dürre und Hungersnot herrschten, hatte sich der Papst in fortdauernden stadtrömischen Unruhen zu behaupten, die seit der Ermordung seines Vorvorgängers Johannes VIII. (872–882) anhielten. Brutal bekämpfte er die Anhänger seines Vorgängers Marinus I. Bald nach seinem Amtsantritt wurde ein hoher Kleriker in der Peterskirche ermordet. Einen anderen Anhänger des Marinus ließ Hadrian blenden. Eine römische Aristokratin ließ er geißeln und nackt durch die Straßen Roms treiben. Seine wenigen Urkunden, die sich an italienische und südfranzösische Empfänger richten, lassen kein klares Profil des Pontifikats erkennen.
Auf Wunsch des Frankenkaisers Karl III. trat er im Jahr 885 eine Reise zum Reichstag in Worms an, wo er einige Bischöfe absetzen und Karls illegitimem Sohn Bernhard zur Nachfolge als Herrscher des Fränkischen Reichs verhelfen sollte. Auf der Reise kam der Papst im September 885 bei Modena gewaltsam zu Tode und wurde in der nahe gelegenen Abtei Nonantola beigesetzt. Als Mörder kommt nach Mutmaßungen von Volker Reinhardt der Ehemann der gedemütigten Aristokratin in Betracht, denkbar sind aber auch Räuber oder ein politisch motiviertes Attentat.

## Verehrung
Wohl vor allem wegen seines gewaltsamen Todes entstand für Hadrian III. an seinem Grab ein lokaler Heiligenkult, der am 2. Juni 1891 von Papst Leo XIII. bestätigt wurde. Zuweilen kam es dabei zu Verwechslungen mit Hadrian I. Dargestellt wird der heilige Hadrian im Papstgewand und mit den Attributen der Tiara und des mit drei Querbalken ausgestatteten Kreuzstabes. Sein Patronatsfest wird am 8. Juli begangen. 
Die orthodoxe Kirche verehrt ihn als den „letzten orthodoxen Papst von Rom“ und hat seinen Gedenktag auf den 17. Juni gelegt.